# Nanochromis nudiceps
Nanochromis nudiceps är en fiskart som först beskrevs av Boulenger, 1899.  Nanochromis nudiceps ingår i släktet Nanochromis och familjen Cichlidae. IUCN kategoriserar arten globalt som livskraftig. Inga underarter finns listade i Catalogue of Life.